# Herbert Wilf
Herbert Saul Wilf (Filadélfia, 13 de junho de 1931 — Wynnewood, Pensilvânia, 7 de janeiro de 2012) foi um matemático estadunidense.

## Obras
- Mathematics for the physical sciences. Wiley, 1962, Dover, 1978.
- A global bisection algorithm for computing the zeros of polynomials in the complex plane. Journal of the ACM 25 (1978), p. 415–420
- com Albert Nijenhuis: Combinatorial Algorithms. Academic Press, 1978.
- Generatingfunctionology. Academic Press 1990, 1994.
- com Mark Petkovsek, Doron Zeilberger: {\displaystyle A=B}. A. K. Peters, 1996.